# Confolens

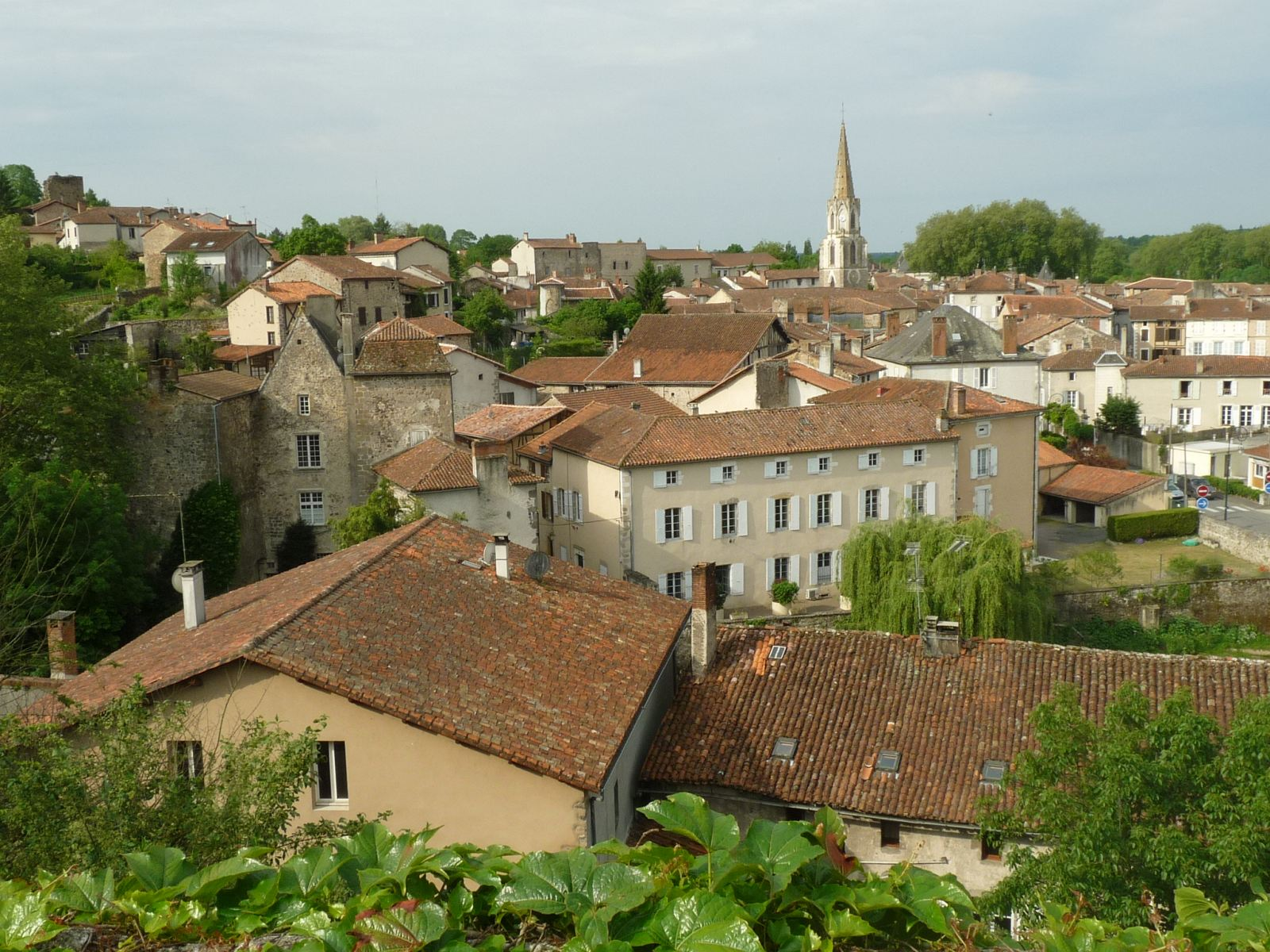
Blick auf Confolens

Confolens (ausgesprochen [kɔ̃fɔlɑ̃]; okzitanisch Confolent) ist eine französische Gemeinde mit 2.726 Einwohnern (Stand 1. Januar 2022) im Département Charente in der Region Nouvelle-Aquitaine; sie ist Verwaltungssitz des Arrondissements Confolens.

## Gemeindegliederung
| Ortsteil                     | ehemaliger INSEE-Code | Fläche (km²) | Höhenlage (m) | Einwohnerzahl (2016) |
| ---------------------------- | --------------------- | ------------ | ------------- | -------------------- |
| Confolens (Verwaltungssitz)  | 16106                 | 18,96        | 127–222       | 2.621                |
| Saint-Germain-de-Confolens00 | 16322                 | 04,67        | 122–213       | .0070                |

## Geographie
Confolens liegt am Zusammenfluss von Vienne und Goire – daher auch der Name (von lat. confluens) – jeweils 60 bis 70 Kilometer von Limoges, Angoulême und Poitiers entfernt. Die Stadt ist das Zentrum der Charente limousine an der Grenze zwischen Langue d’oïl und Langue d’oc.
Nachbargemeinden sind Lessac im Nordwesten, Brillac im Norden, Esse im Osten, Saint-Maurice-des-Lions im Süden, Ansac-sur-Vienne im Südwesten und Hiesse im Westen.

## Geschichte
Confolens wurde erstmals im 11. Jahrhundert erwähnt. Es gehörte den Herren von Chabanais, war aber – mit dem Fluss als Grenze – auf zwei Diözesen aufgeteilt. Im 12. Jahrhundert wurden die Stadtmauern errichtet. Die Baronie Confolens wurde 1604 zur Grafschaft Confolens erhoben.
Die Gemeinde Saint-Germain-de-Confolens wurde am 1. Januar 2016 nach Confolens eingegliedert.

## Verkehr
Auf einer stillgelegten Bahnstrecke gibt es auf der Strecke Confolens – Manot – Roumazières-Loubert jetzt auch Eisenbahn-Draisinen-Fahrten; seit 2015 im Sommer (Juli und August) wieder einzelne touristische Zugfahrten.

## Bevölkerungsentwicklung
| Gemeinde                     | Einwohnerzahlen (Census) |      |      |      |      |      |      |      |      |      |      |
| Gemeinde                     | 1962                     | 1968 | 1975 | 1982 | 1990 | 1999 | 2006 | 2008 | 2011 | 2013 | 2016 |
| ---------------------------- | ------------------------ | ---- | ---- | ---- | ---- | ---- | ---- | ---- | ---- | ---- | ---- |
| Confolens                    | 2736                     | 2731 | 2865 | 3009 | 2904 | 2855 | 2808 | 2791 | 2676 | 2637 | 2621 |
| Saint-Germain-de-Confolens00 | 258                      | 240  | 165  | 128  | 109  | 98   | 101  | 96   | 88   | 84   | 70   |
| Confolens                    | 2994                     | 2971 | 3030 | 3137 | 3013 | 2953 | 2909 | 2887 | 2764 | 2721 | 2691 |
| Quelle: Cassini und INSEE    |                          |      |      |      |      |      |      |      |      |      |      |

Die (Gesamt-)Einwohnerzahlen der Gemeinde Confolens wurden durch Addition der bis Ende 2015 selbständigen Gemeinden ermittelt.

## Sehenswürdigkeiten
- Granitbrücke oder Pont Vieux, 13. Jahrhundert, Monument historique
- Donjon der alten Burg, 12. Jahrhundert.
- Romanisches Stadttor, Monument historique
- Hôtel de ville, 17. Jahrhundert, Monument historique
- Herrenhaus der Grafen von Confolens, 15./16. Jahrhundert, Monument historique
- Rue du Soleil mit Häusern aus dem 15. und 16. Jahrhundert, darunter das Maison du duc d’Epernon (16. Jh., Monument historique)
- Rue Théophile-Gibouin, Hôtels aus dem 15.–18. Jahrhundert.
- Goire-Brücke, 15.–16. Jahrhundert
- Renaissance-Brunnen von La Fontorse.
- Château de Villars, 16. Jahrhundert, Privatbesitz
- Château Garraud, 16. Jahrhundert, Privatbesitz
- Château de Villevert, 14. Jahrhundert, Privatbesitz
- Hallen, Monument historique
- Ehemalige Priorei Saint-Maxime
- Romanische Kirche Saint-Barthélemy, Monument historique
- Ehemalige Kapelle der Commanderie du Saint Esprit, 13. Jahrhundert, Monument historique
- Goire-Mühle, vermutlich 12. Jahrhundert

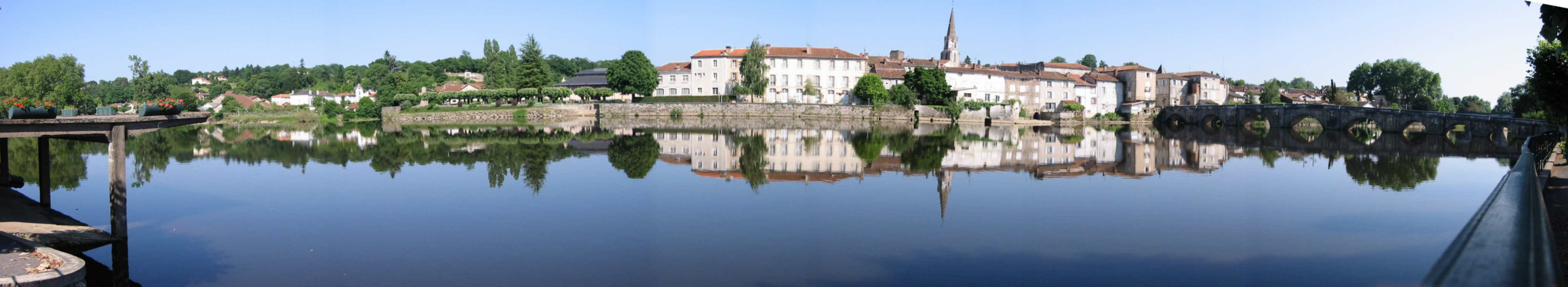
Confolens

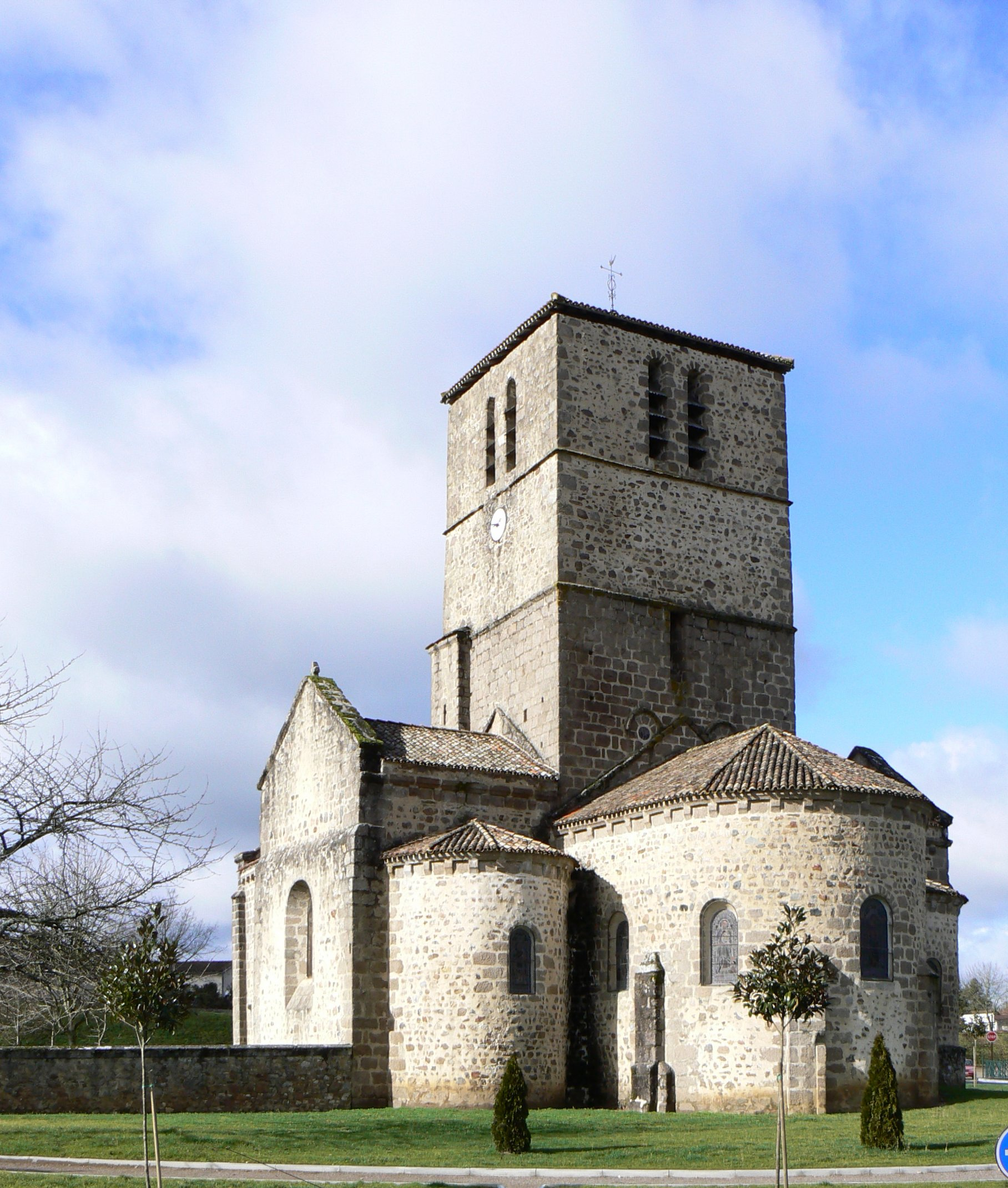
Kirche Saint-Barthélémy
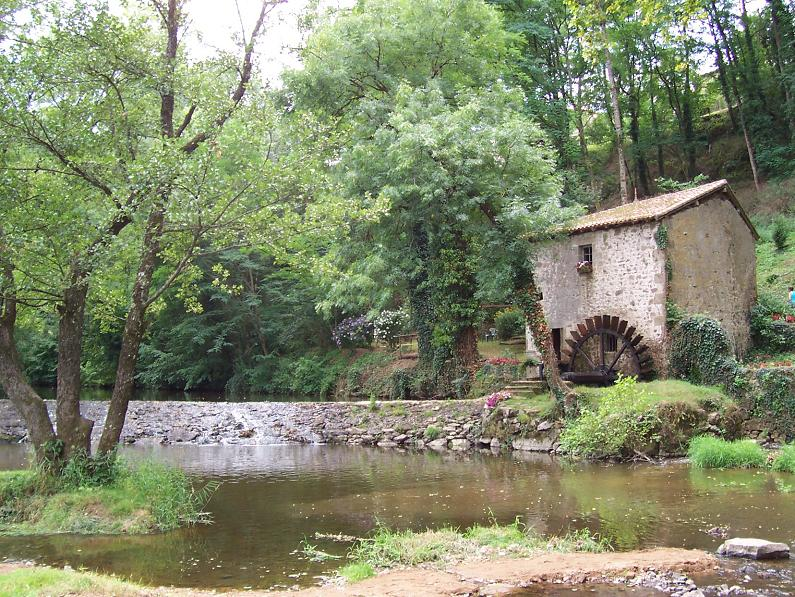
Goire-Mühle

## Städtepartnerschaften
- Pitlochry, Schottland, seit 1999
- Georgenthal, Thüringen, Deutschland, seit 2005

## Persönlichkeiten
- Émile Roux (1853–1933), Mediziner, Bakteriologe und Wegbereiter der Mikrobiologie
- Anatole Baju
- Michel Maury-Laribière